# فانيسا غوثري
فانيسا غوثري (بالإنجليزية: Vanessa Guthrie)‏ هي سيدة أعمال أسترالية، ولدت في 24 يناير 1961 في بانكستاون في أستراليا.